# Viktor Brizjin
Viktor Arkadijovytj Bryzhin (ukrainska: Віктор Аркадійович Бризгін, ryska: Виктор Аркадьевич Брызгин, Viktor Arkadjevitj Bryzgin), född den 22 augusti 1962 i Luhansk, Ukrainska SSR, Sovjetunionen, är en sovjetisk friidrottare inom kortdistanslöpning.
Han tog OS-guld på 4 x 100 meter stafett vid friidrottstävlingarna 1988 i Seoul. 